# Kloster Benediktbeuern

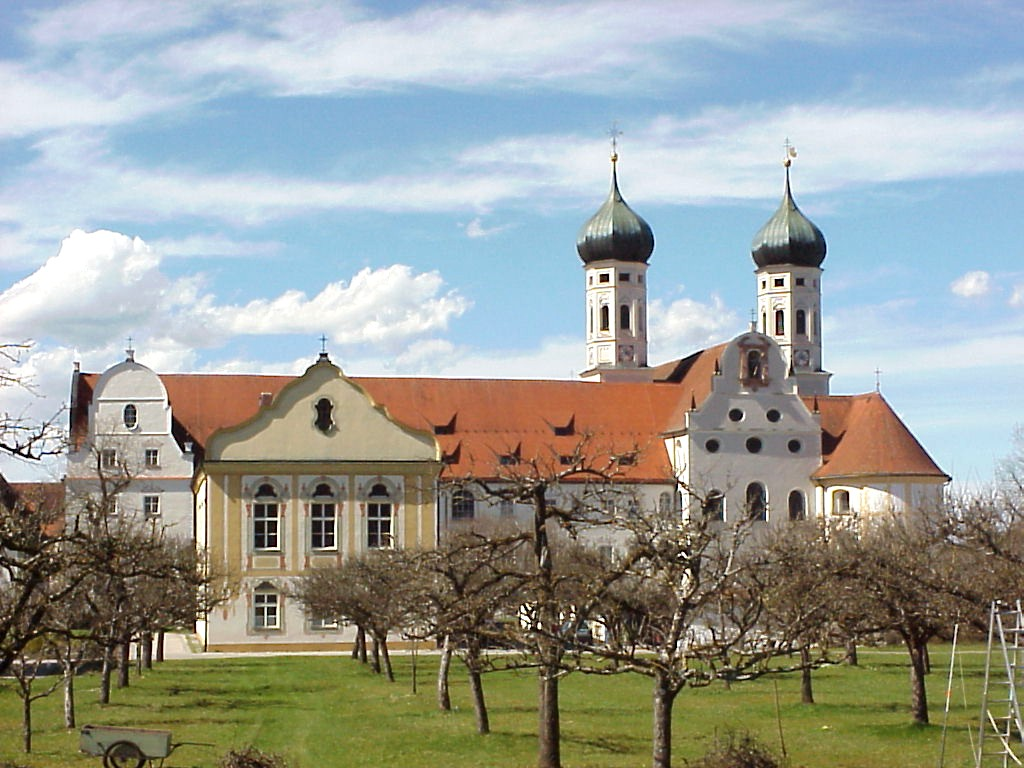
Kloster Benediktbeuern

Das Kloster Benediktbeuern ist eine ehemalige Abtei der Benediktiner und heute eine Niederlassung der Salesianer Don Boscos in Benediktbeuern in Bayern in der Diözese Augsburg unweit des Kochelsees.

## Beschreibung

### Außenansicht
Die heutige Klosteranlage besteht aus zwei großen, baulich getrennten Gebäudekomplexen, die sich in drei Vierecke gliedern, und mehreren freistehenden Gebäuden. Im Osten, unweit des Bahnhofs des Orts, befindet sich im ersten Viereck der Maierhof, ein etwa 113 × 86 m messender Vierflügelbau, der ehemals die Wirtschaftsgebäude des Klosters enthielt. In diesem befinden sich heute u. a. das Klosterbräustüberl, das Zentrum für Trachtengewand (ehemals Trachteninformationszentrum) des Bezirks Oberbayern und das gemeinnützige Zentrum für Umwelt und Kultur (ZUK).
Südlich davon schließen sich die historische Fraunhofer-Glashütte und das Fraunhofer-Museum an. Westlich grenzt an den Maierhof der Friedhof, der wiederum an der Ostseite des zweiten Gebäudekomplexes – des eigentlichen Klosters – endet. Dieser Gebäudekomplex untergliedert sich in die anderen beiden Vierecke.
Das innere Viereck um den historischen Kreuzgang bilden dabei die Klosterkirche St. Benedikt, seit 1972 päpstliche Basilika, im Baustil des italienischen Frühbarocks mit der angefügten, spätbarocken Anastasiakapelle und südlich davon der Konventbau. Dieser bildet wiederum zusammen mit der Kirchenfassade die Ostseite des äußeren Vierecks, des Arkadentrakts, dessen Räume teilweise auch von der Stiftungshochschule München genutzt werden und sich um einen ca. 106 × 75 m großen Innenhof gruppieren. An dieses äußere Viereck sind im Norden noch die ehemalige Klosterbrauerei, welche heute zur Jugendherberge umgebaut ist, und im Süden die ehemalige Klostermühle angefügt. Letztere bildet heute das Aktionszentrum der Salesianer Don Boscos, eine offene Jugendbildungsstätte.

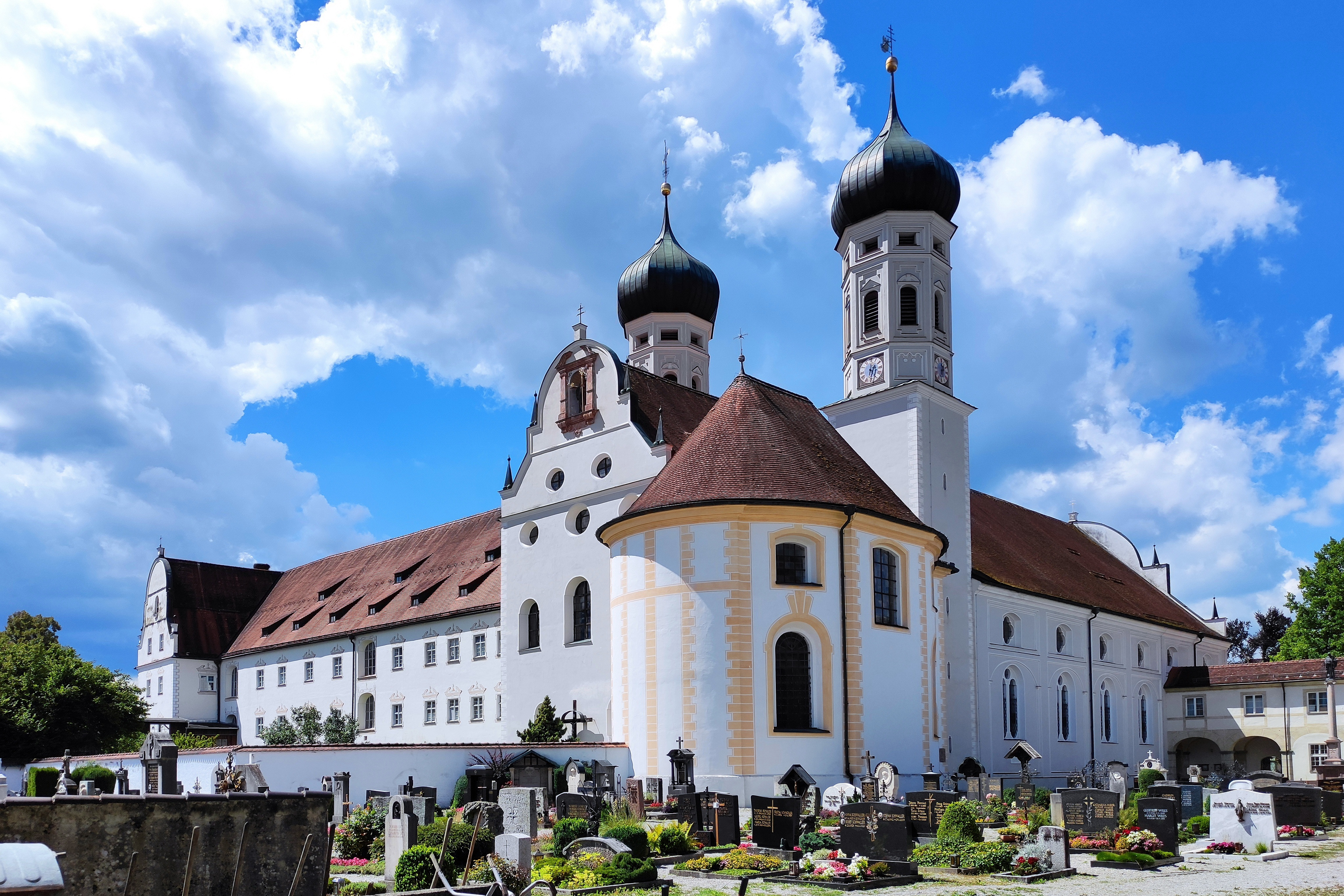
Klosterbasilika St. Benedikt mit angefügter Anastasiakapelle (Mitte)
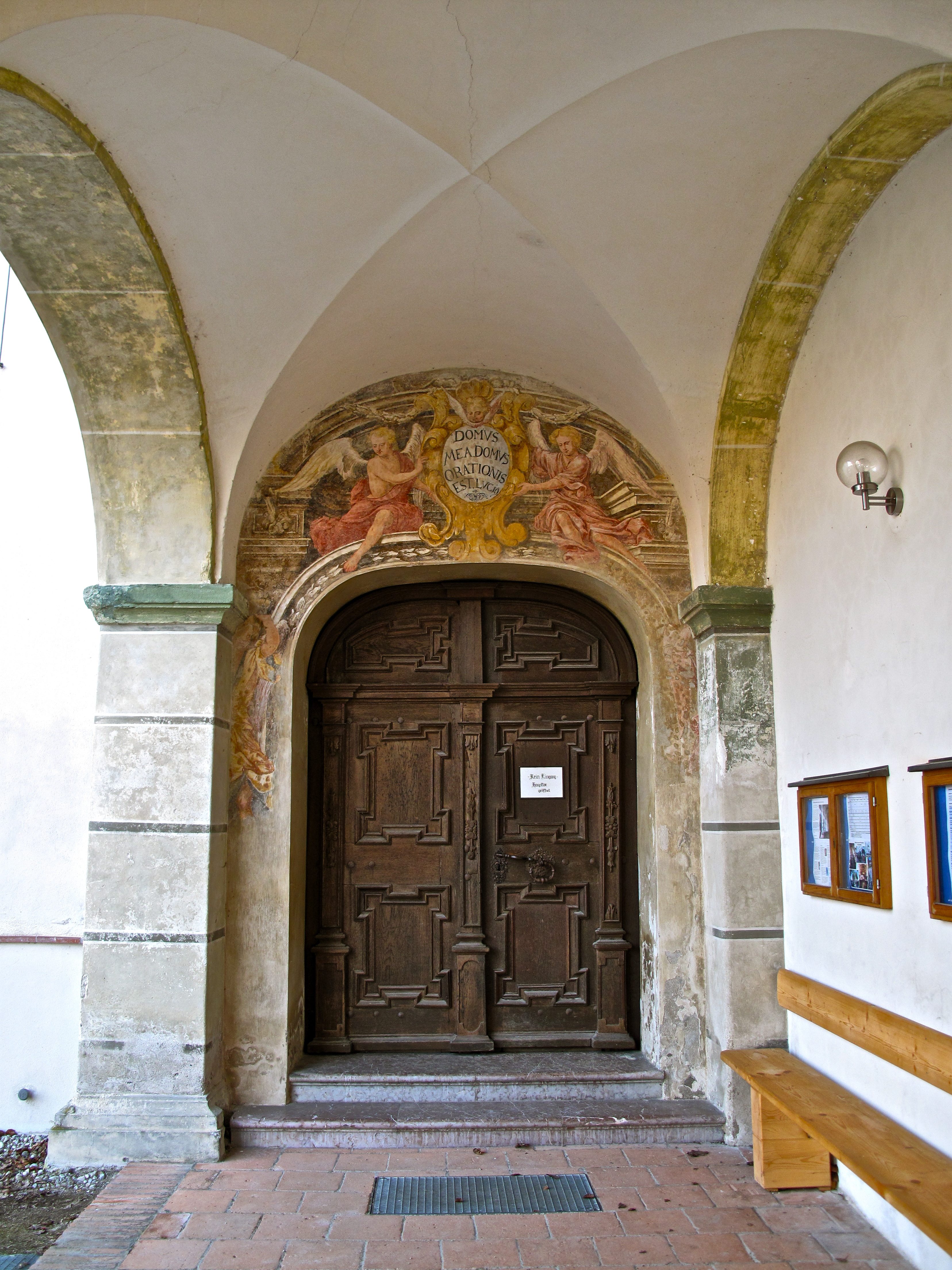
Nördlicher Seiteneingang zur Basilika
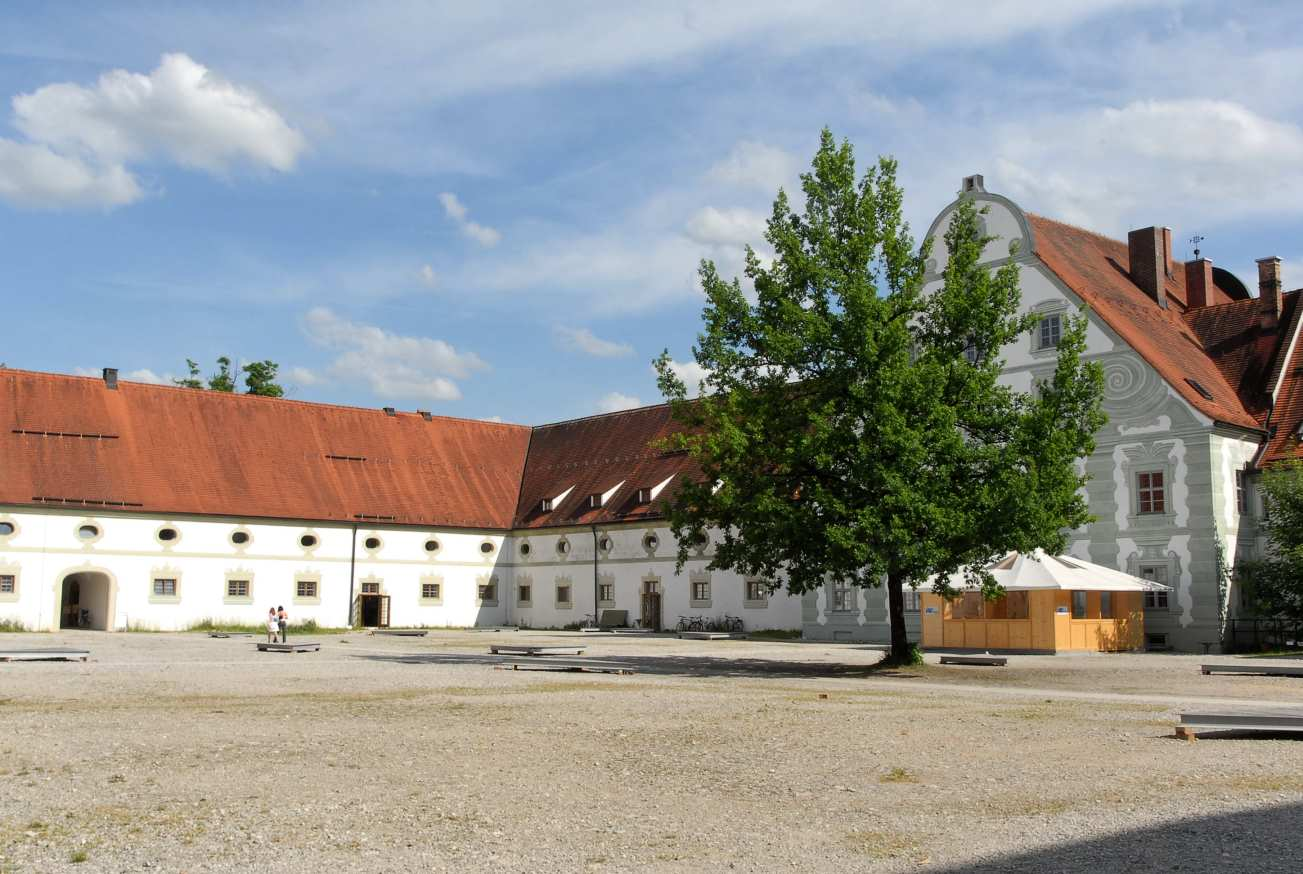
Innenraum des Maierhofs
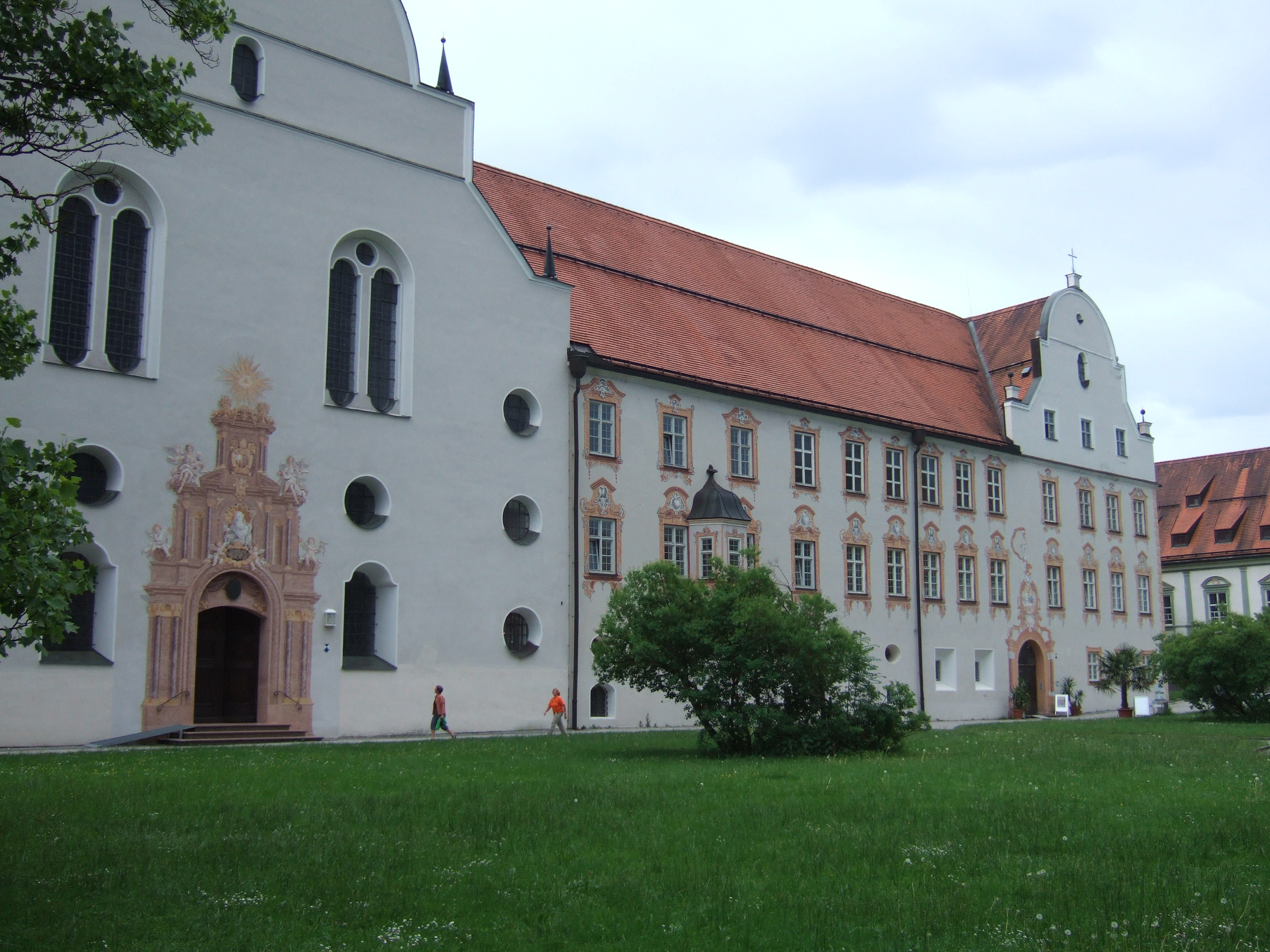
Fassade von Basilika und Konventbau vom Arkadenhof aus mit Haupteingängen
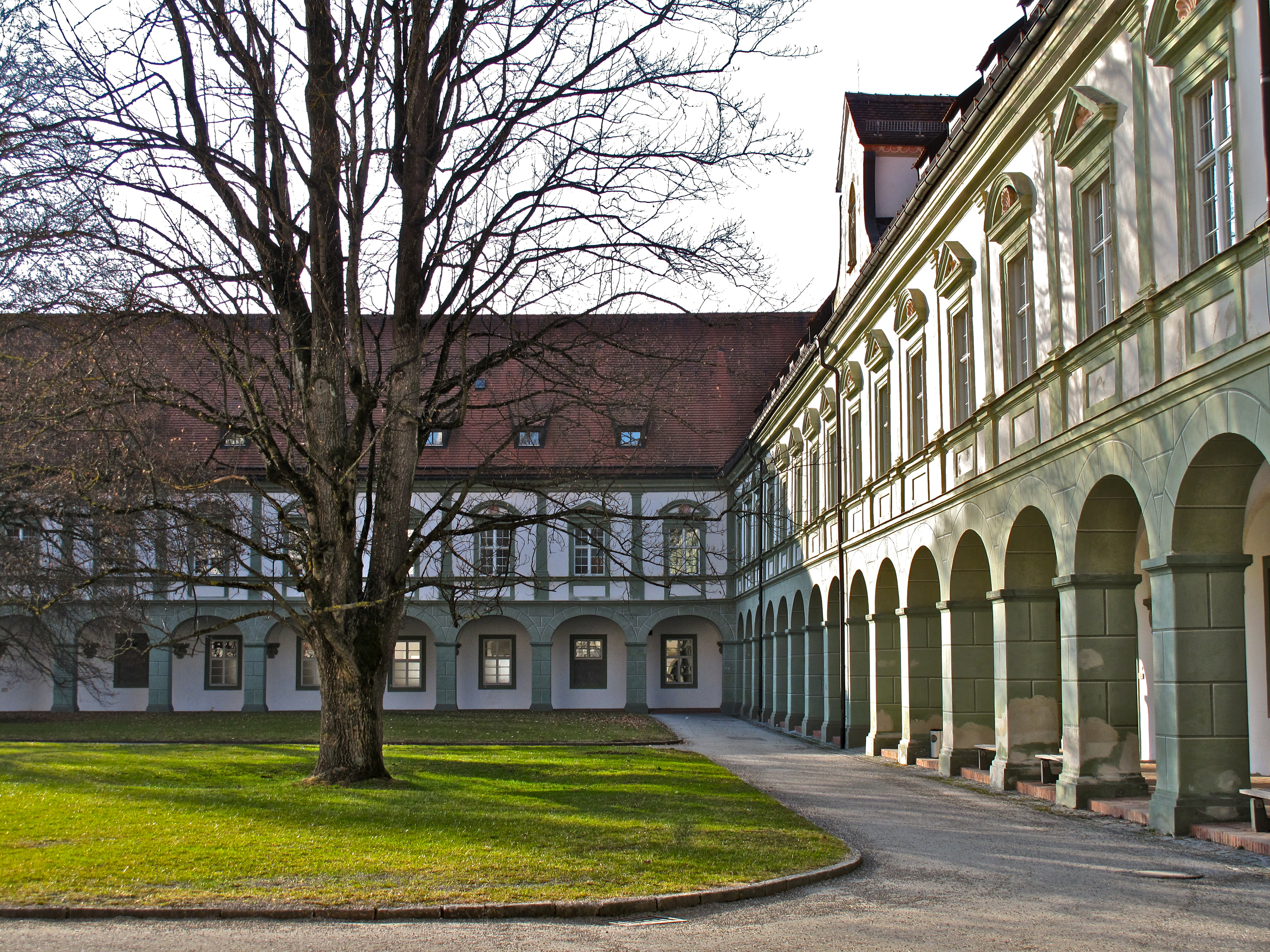
Säulengänge im Arkadenhof

### Innenräume

#### Kreuzgang
Der gotische Kreuzgang, von dem noch drei Seiten erhalten sind, wurde nach einem Großbrand des Klosters 1490 bis 1493 neu angelegt. Der heutige Stuck im Renaissancestil stammt von 1669–1679. An seiner Südostecke befindet sich das damalige Refektorium mit einer flachen, reichlich mit spätgotischem Schnitzwerk versehenen Holzdecke. Diese teilweise zerstörten Schnitzereien wurden 1976/77 originalgetreu wieder vervollständigt. Am Ostarm des Kreuzgangs befindet sich der beinahe quadratische Kapitelsaal. Er wurde zur Zeit des Hochbarocks mit sehr plastischem Stuck versehen, der sich den vier Kardinaltugenden widmet. Die beiden Ölgemälde an der Decke stellen den hl. Benedikt von Nursia einmal als Ordensstifter mit Regelbuch und zum anderen als Lehrer der Völker dar. Sie werden Andreas Wolff zugeschrieben, der auch in den Benediktinerabteien Göttweig, Kremsmünster und Weihenstephan tätig war.

#### Konventbau
Die mit Korbbögen versehenen Gänge des ersten und zweiten Obergeschosses des Konventbaus verlaufen exakt über dem Kreuzgang. An der Decke des Gangs im zweiten Obergeschoss findet sich ein Freskenzyklus zur Historie Benediktbeuerns von Hans Georg Asam (1682–1684). Im Westflügel dieses Geschosses liegt der sogenannte „Alte Festsaal“, 1672–1675 von Caspar Feichtmayr am stilistischen Übergang von Renaissance und Frühbarock gestaltet. Die geometrische Organisation des Stucks verweist noch auf die Renaissance, das aufgelegte Rankenwerk und die Masken an den Friesen deuten schon barocke Formen an. Im Alten Festsaal findet sich ein Zyklus mit insgesamt 29 Ölbildern, die den vier Elementen, den zwölf Monaten, der Schöpfung und dem Widerstreit von Lastern und Tugenden gewidmet sind. Sie können (z. T. durch Signaturen) der Werkstatt des in Brixen ansässigen Malers Stephan Kessler und seines Sohns Michael Kessler zugeschrieben werden.

#### Arkadentrakt
Im Südflügel des Arkadentrakts, der 1728–1732 als letztes Teilstück der äußeren Vierecks errichtet wurde, findet man die Fürstenzimmer, die zur Aufnahme hoher Klostergäste, insbesondere der wittelsbachischen Kurfürstenfamilie, zur Verfügung standen. Kurfürst Karl Albrecht besuchte Benediktbeuern tatsächlich zweimal. Das Eckzimmer Richtung Osten wurde von Franz Edmund Doll im beginnenden Rokokostil stuckiert. Im angrenzenden sogenannten „Salettl“ zeigt das Hauptgemälde das Gastmahl bei Simon (Lk 7,36–50 ).
In der Mitte des Ganges befindet sich die Fürstentreppe mit dem Deckengemälde von Johann Baptist Zimmermann. Es schildert die Aufnahme der Adeligen Placidus und Maurus als Klosterschüler durch den hl. Benedikt. Die Nebengemälde zeigen Allegorien der Ordensideale der Benediktiner. Das Fresko im Gang vor dem „Neuen Festsaal“ oder „Kurfürstensaal“ zeigt Apollon als Beschützer der Musen. Der ebenfalls von Johann Baptist Zimmermann stuckierte und freskierte Saal zeigt legendenhafte Szenen der frühen Klostergeschichte wie die Einkleidung des ersten Abtes Lantfrid durch den hl. Missionsbischof Bonifatius. Die Begleitgemälde sind wiederum den vier Elementen und den vier Jahreszeiten gewidmet. Der Stuck, der demjenigen in der Grünen Galerie der Münchner Residenz sehr ähnlich ist, manifestiert mit seinem Bänder-, Ranken- und Gitterwerk das heiter-festliche Lebensgefühl des beginnenden Rokoko.

#### Ehemalige Bibliothek
Östlich des Konventbaus befindet sich der zum Schutz der wertvollen Buchbestände freistehende Bau der ehemaligen Klosterbibliothek, der heute als Speisesaal genutzt wird. Er wurde 1722–1725 errichtet und wiederum von Johann Baptist Zimmermann gestaltet. Stuckreliefs an der Decke zeigen die Kardinaltugenden, Gerechtigkeit und Klugheit auf der Südseite, Mäßigung und Mut auf der Nordseite. Die großen Deckenfresken feiern zum einen den hl. Benedikt als Kulturbringer des Abendlands, zum anderen die Wissenschaften Philosophie und Theologie. Die Putti an den Stirnseiten stellen im Osten die vier Tageszeiten Nacht, Morgen, Mittag und Abend und im Westen die vier Jahreszeiten dar, während sich in den Ecken sich überschneidende Delfine tummeln.

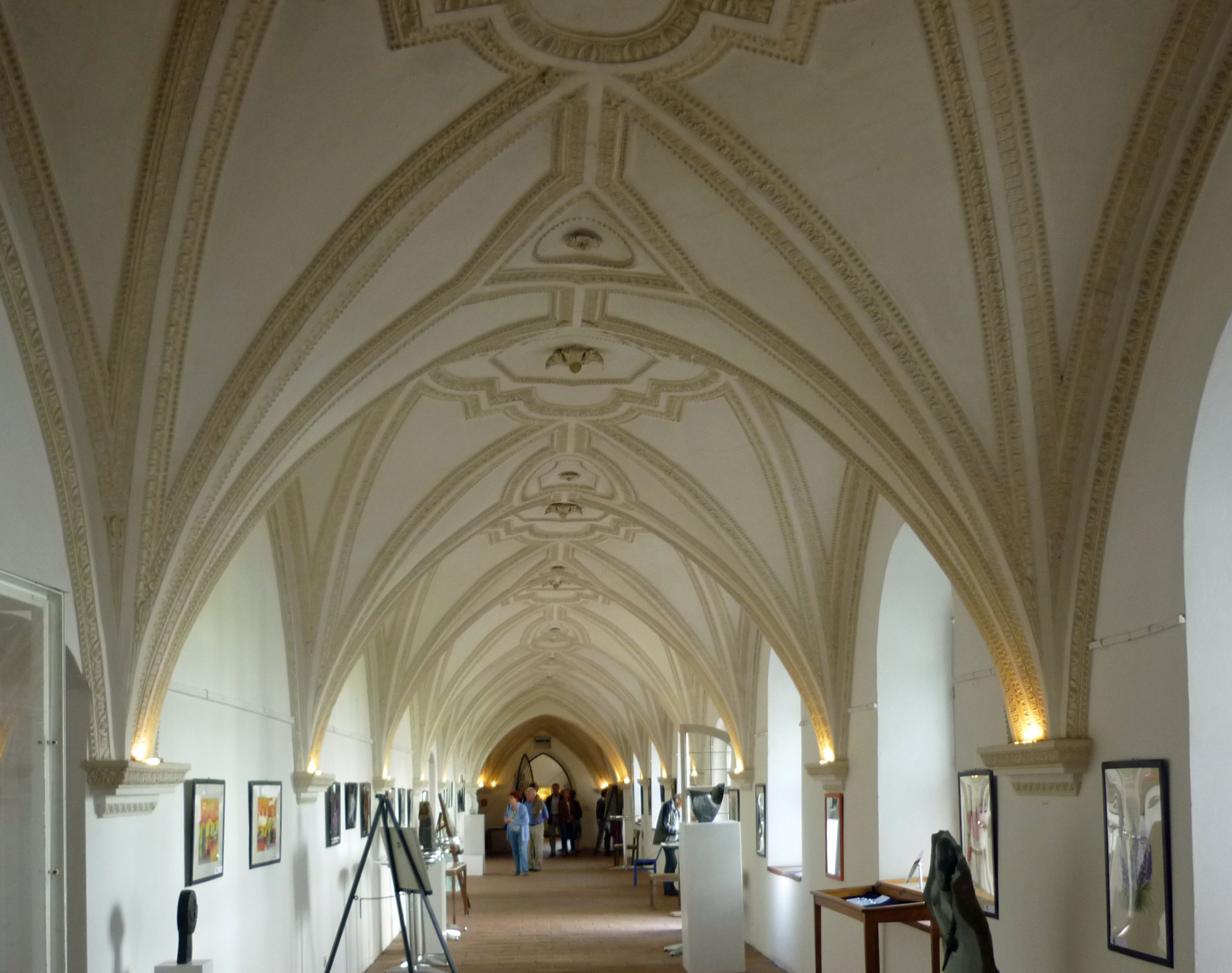
Kreuzgang (1493) mit Renaissancestuck (1669–1679)
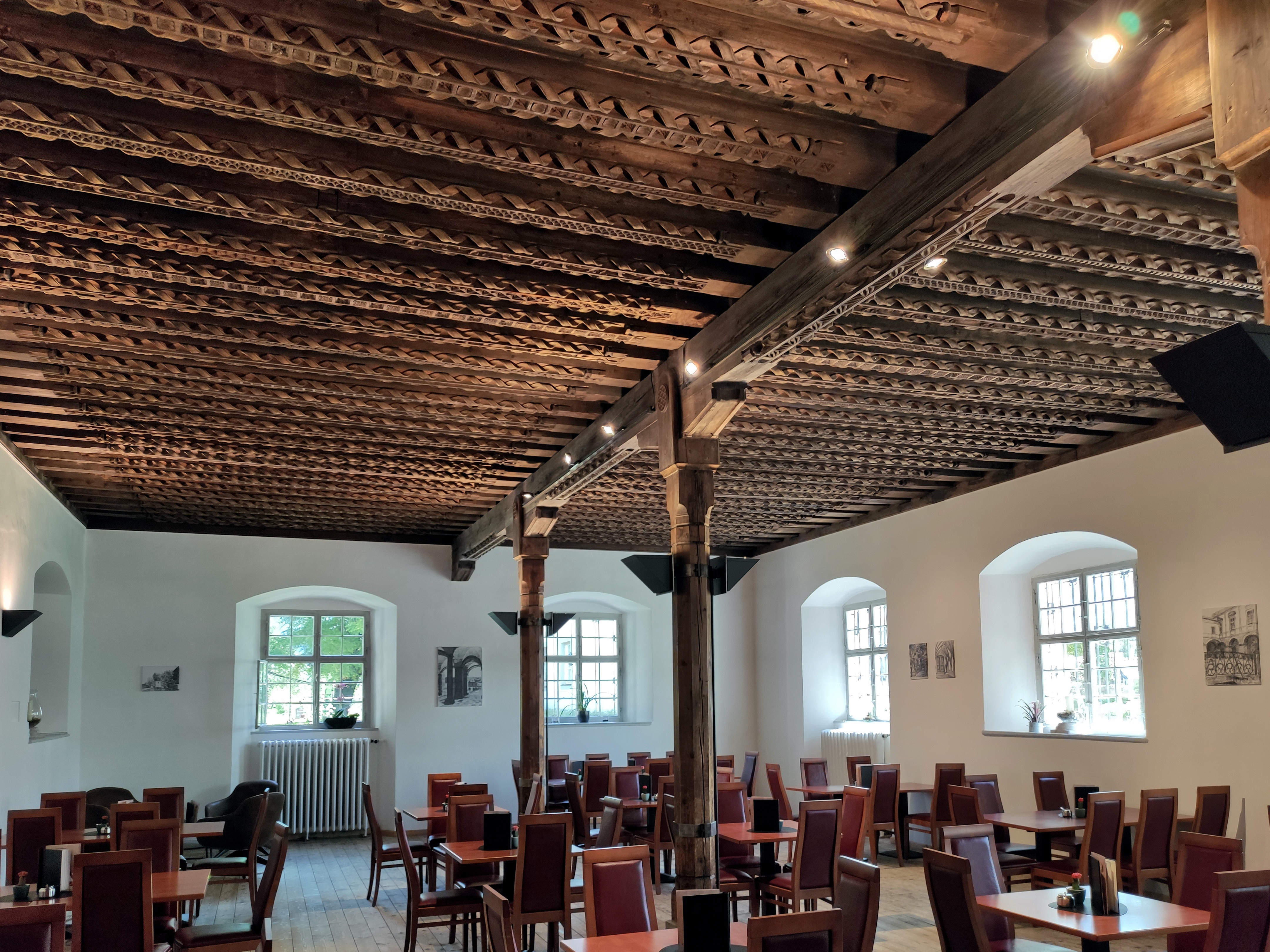
Ehemaliges Refektorium mit spätgotischer Decke
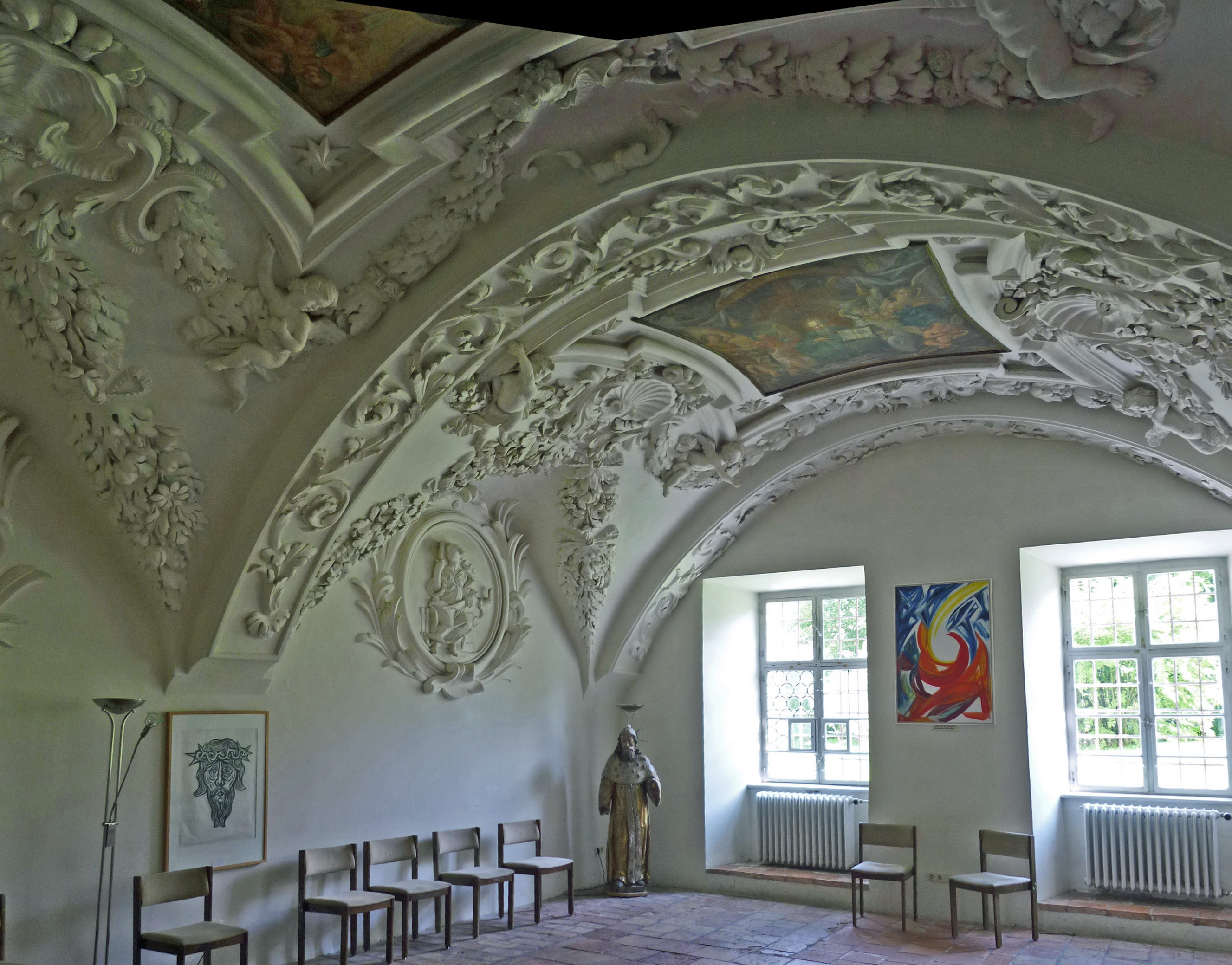
Barockisierter Kapitelsaal
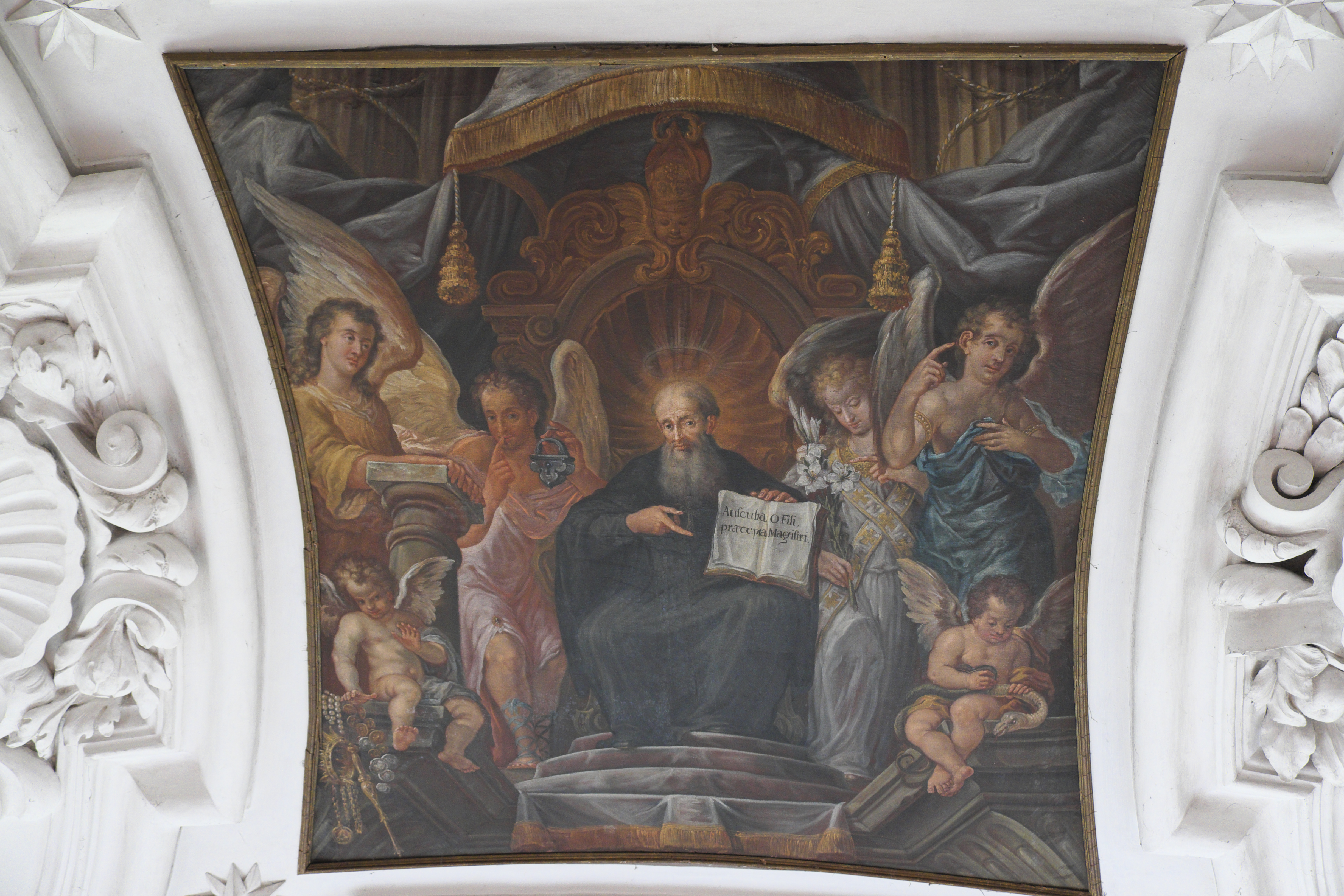
Der hl. Benedikt mit der Ordensregel; Ölbild im Kapitelsaal (Andreas Wolff)
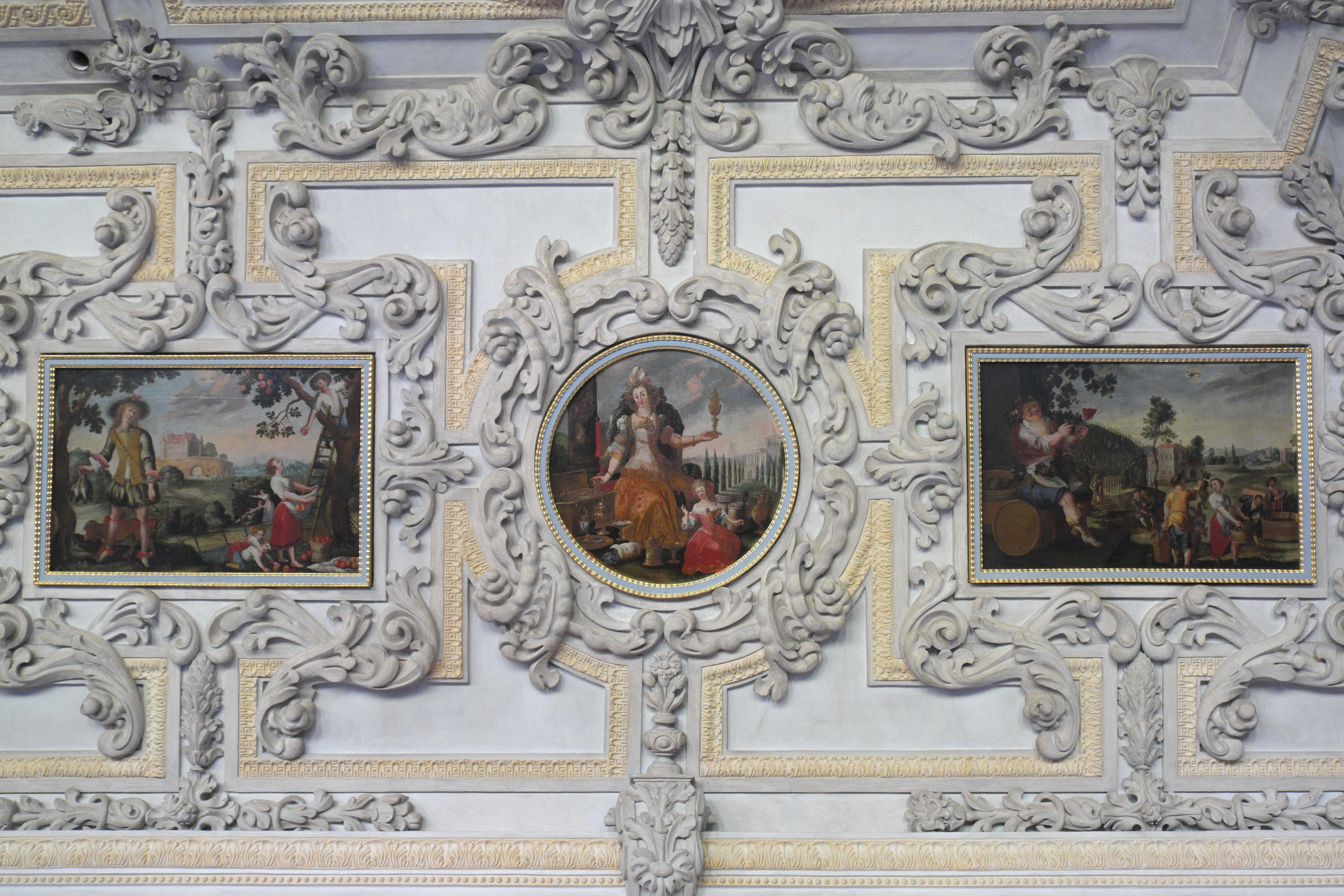
Decke des Alten Festsaals (Caspar Feichtmayr, 1675; Bilder S. & M. Kessler)
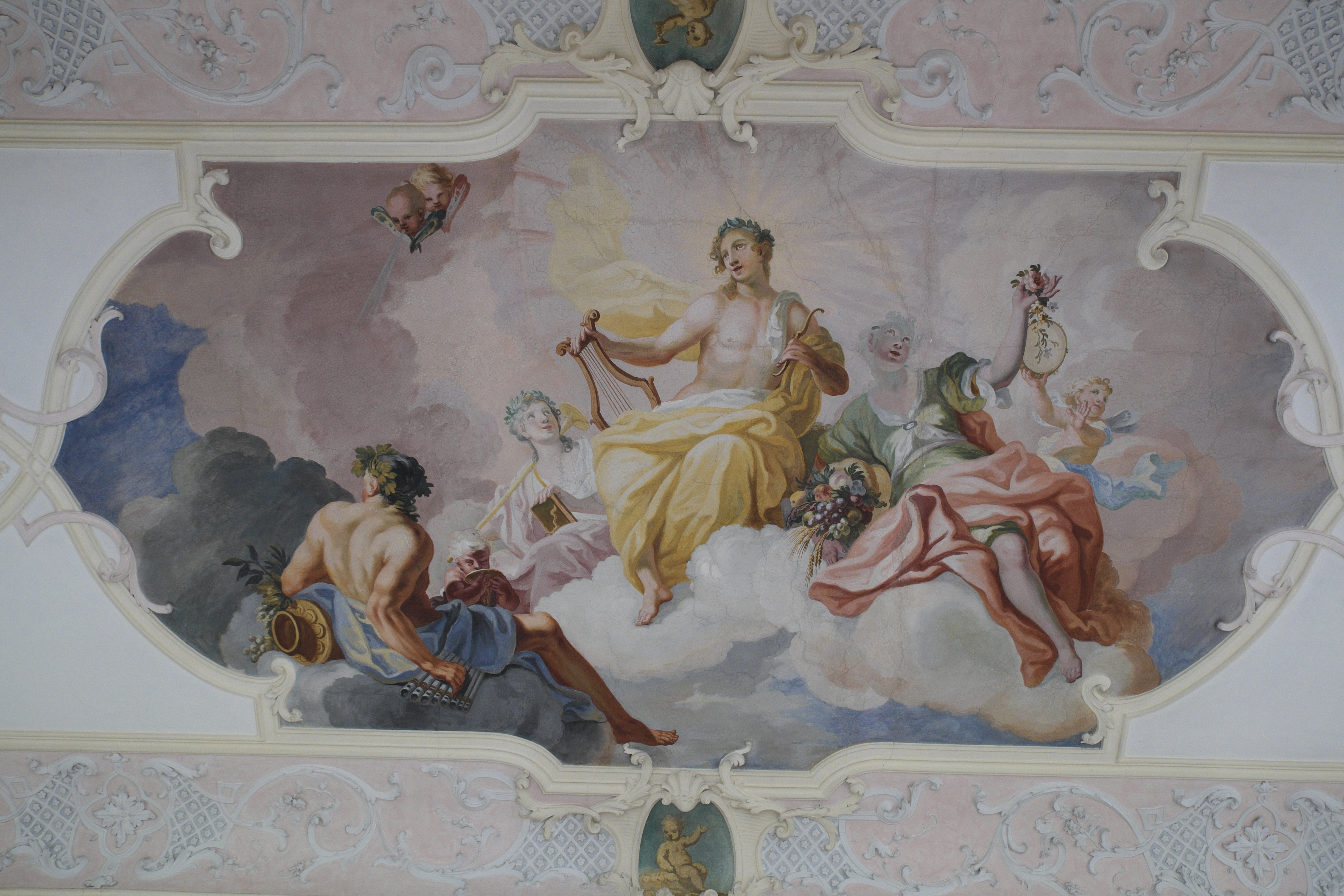
Fresko vor dem Fürstensaal von Johann Baptist Zimmermann (1732)

## Geschichte

### Benediktinische Geschichte

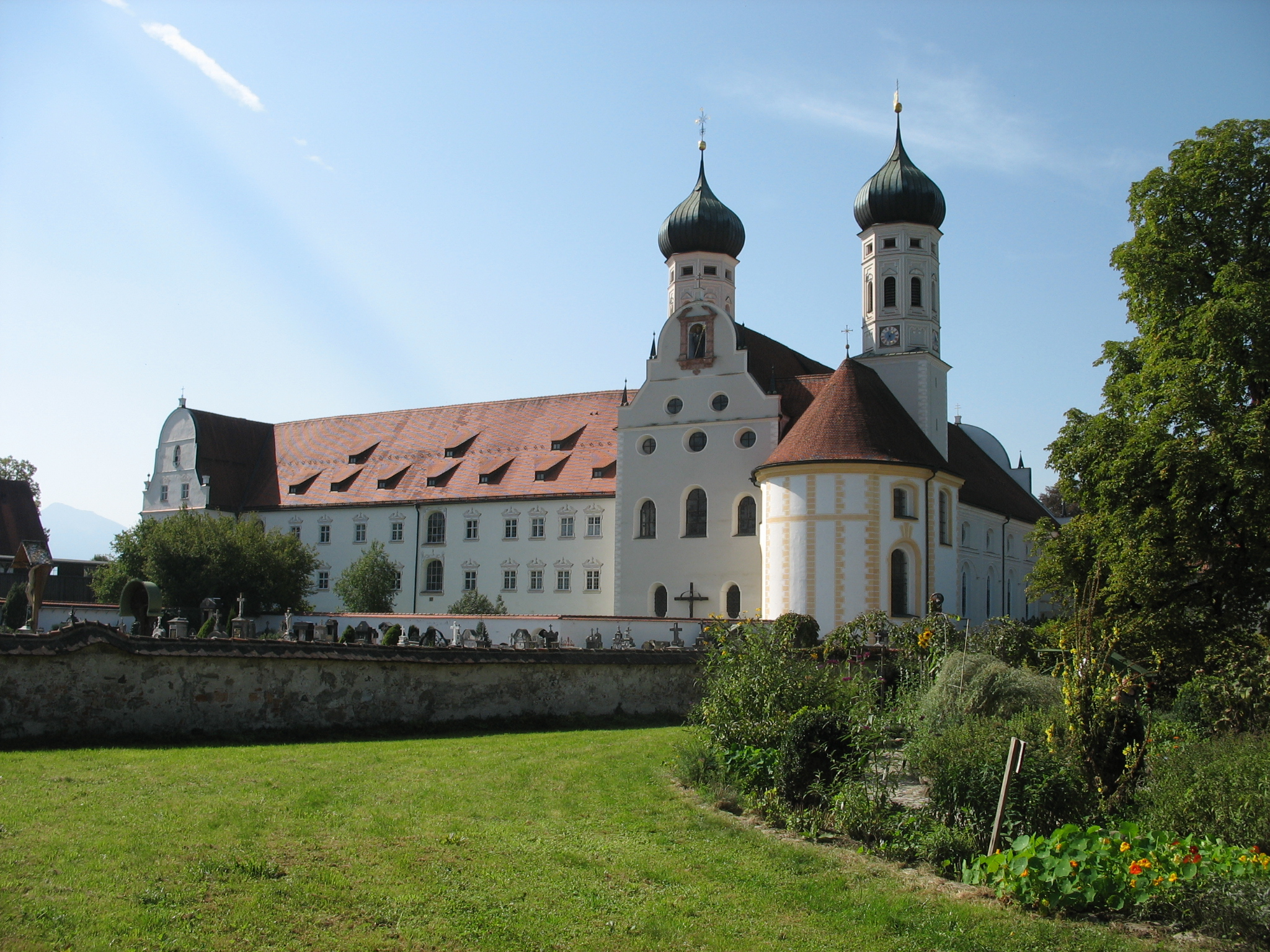
Kloster Benediktbeuern

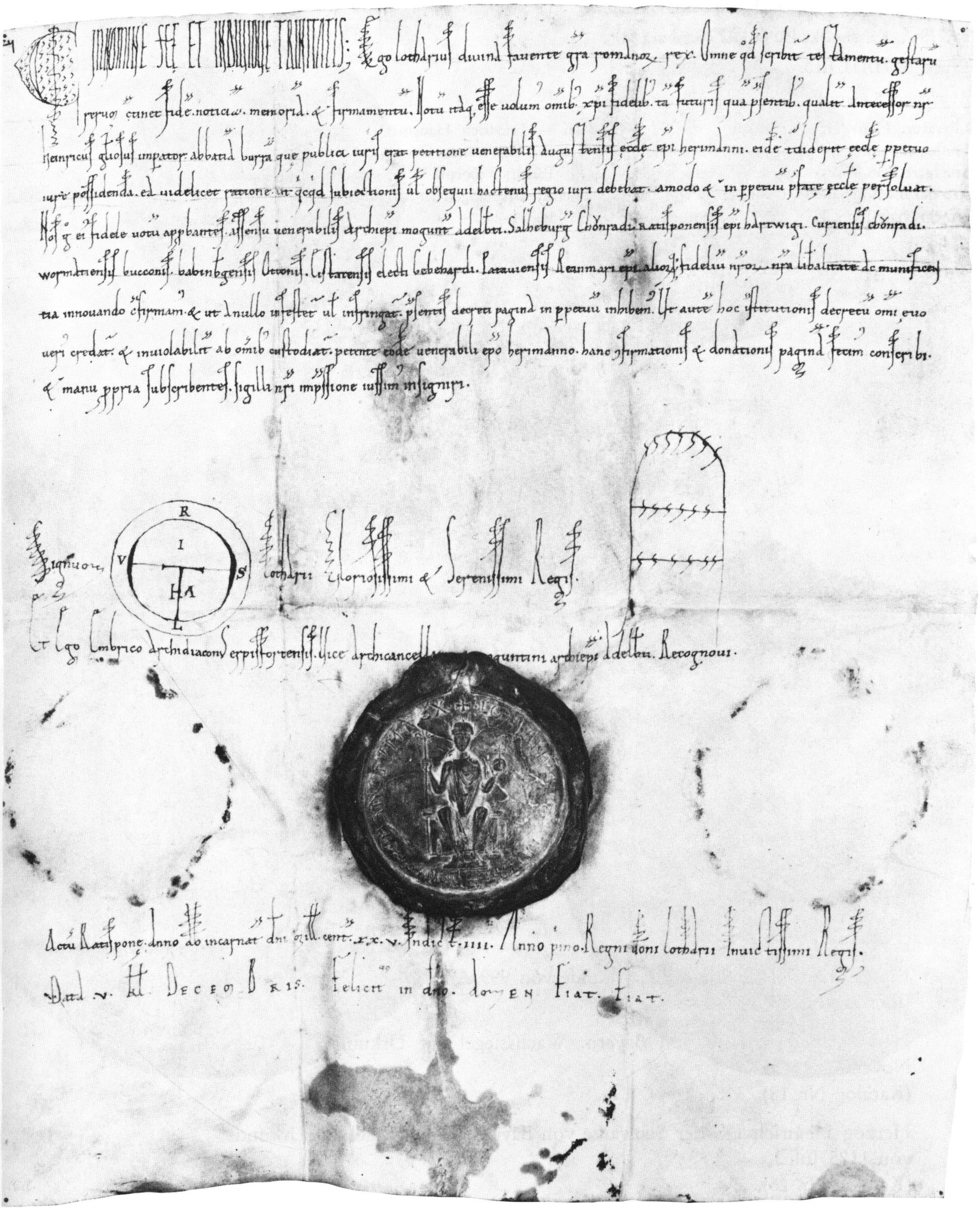
Urkunde König Lothars III. für Bischof Herimann von Augsburg, dem er die Schenkung der Reichsabtei Benediktbeuern bestätigt; ausgestellt am 27. November 1125. München, Bayerisches Hauptstaatsarchiv, Kaiserselekt 450

Das Kloster Buron/Benediktbeuern entstand als frühmittelalterliche Gründung im 8. Jahrhundert. Zeitgenössische Quellen über die Gründung des Klosters gibt es nur spärlich, eine Gründungsurkunde fehlt. Die spätere Überlieferung datiert erst aus der Mitte des 11. Jahrhunderts. Damals wurde das Kloster nach der Zerstörung durch die Ungarn (955) von den Benediktinermönchen von Tegernsee aus neu belebt (1031). Der Amtsantritt des ersten Abtes Lantfrid wird heute in die Mitte der sechziger Jahre des 8. Jahrhunderts datiert. Offenbar war er als gebildeter Mann gut vernetzt, drang doch sein Ruf bereits bis nach Italien. Der bedeutende Theologe Ambrosius Autpertus von der Abtei San Vincenzo am Volturno (gest. 784) widmete ihm eine Abhandlung über den Konflikt der Tugenden und Laster. Im September 1988 im Garten des Kreuzgangs durchgeführte Ausgrabungen förderten ein Tuffplattengrab aus dem 8. Jahrhundert zu Tage, das unmittelbar an die Mauerfundamente des ersten Kirchenbaus grenzte, der unter dem Patronat Jakobus des Älteren stand. Eine Reihe erhaltener Buchkodizes aus dem späten 8. und dem frühen 9. Jahrhundert belegen, dass die Benediktbeurer Mönche rasch eines der bedeutendsten Skriptorien im südlichen Bayern schufen. Auch die Anlage von Heilkräutergärten um 1200 ist bezeugt. Nach der Schenkung einer Unterarmreliquie des heiligen Mönchsvaters Benedikt durch Karl den Großen, nahm dieser die Stelle des Kirchenpatrons ein. Bemerkenswert am großen Reliquiar ist, dass es ein Bleisiegel des Papstes Hadrian I. trägt, was die enge Bindung an Rom dokumentiert. Der romanische Schmuckfußboden aus dem 12. Jahrhundert, der bei Ausgrabungen in der Basilika gefunden wurde, geht auf diese kulturelle Blütezeit zurück. Um 1250 deckte die Klosterbibliothek mit rund 250 Handschriften den ganzen Bereich des damaligen höheren Bildungswesens ab. 1490 zerstörte ein Großbrand die zentralen Klostergebäude, die bis 1493 wiedererrichtet wurden. 1530/40 wurde die systematische Klostergeschichtsschreibung durch P. Antonius Funda vertieft. Nach dem Dreißigjährigen Krieg kam es erneut zu einer kulturellen Hochblüte. Das Gymnasium mit musischem, mathematischem und botanischem Schwerpunkt wurde wieder eröffnet und eine Theologische Hochschule der Bayerischen Benediktinerkongregation errichtet. Zwischen 1669 und 1679 wurde die heutige barocke Form der Klosteranlage geschaffen und ab 1672 die Klosterkirche St. Benedikt neu gebaut.

Historische Ansichten auf Kupferstichen der Frühen Neuzeit
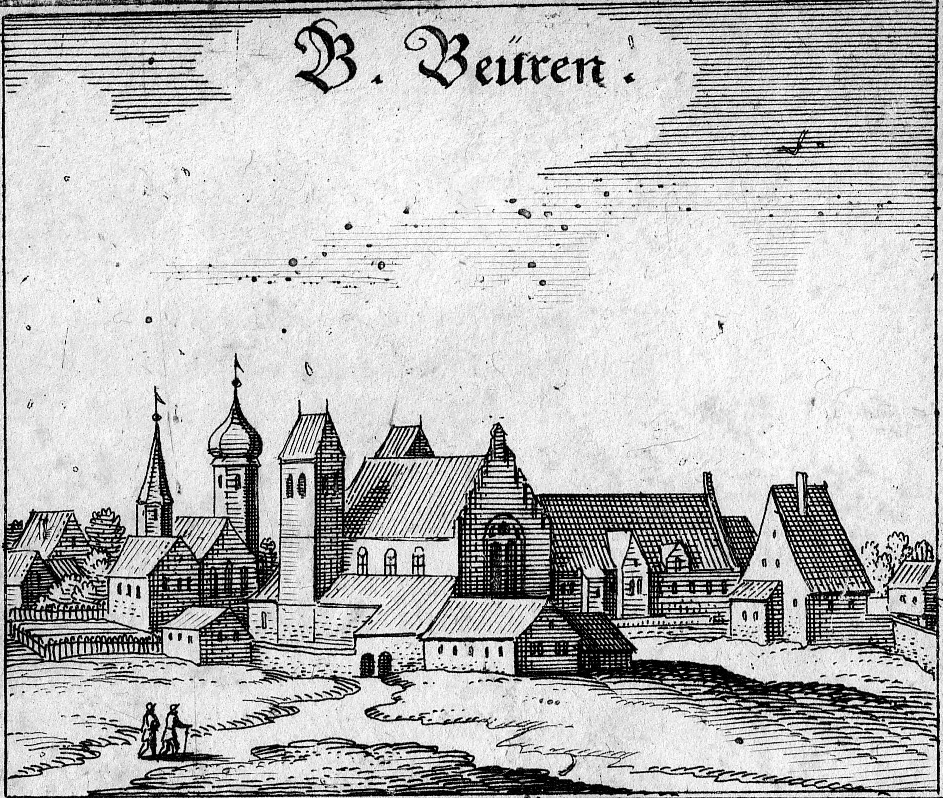
Vor der barocken Umgestaltung (Matthäus Merian † 19. Juni 1650, Ort mit 4 Kirchtürmen)
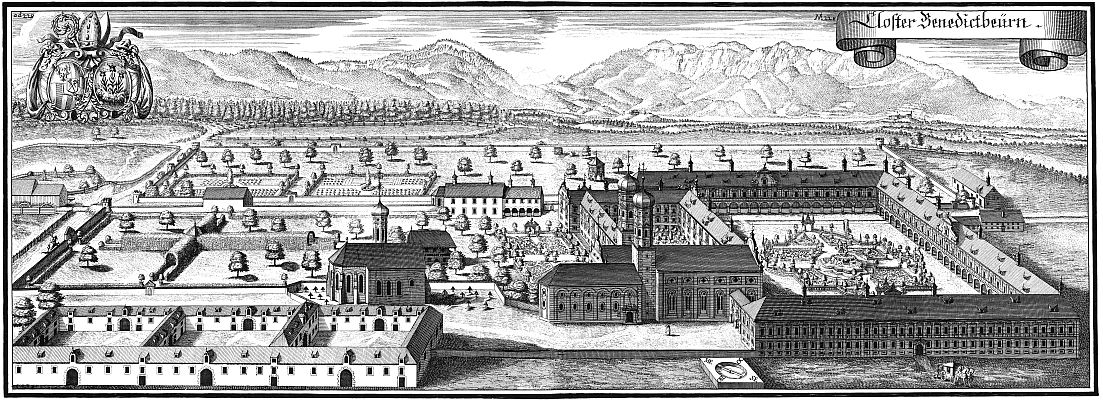
Kurz nach der barocken Umgestaltung (Michael Wening † 18. April 1718)

1698 wurde die Hochschule (commune studium) im äußeren Nordtrakt eröffnet. 1700 wurde durch P. Karl Meichelbeck OSB (1669–1734) erstmals die quellenkritische Methode der Geschichtsschreibung in Süddeutschland mustergültig angewandt. Er ist der Verfasser der Historia Frisingensis (Geschichte des Bistums Freising) und des Chronicon Benedictoburanum (Geschichte des Klosters Benediktbeuern). Von ihm stammt auch das hagiografische Werk Leben / Leyden / Todt / Erhebung / vnd Gnaden=reiche Gutthätigkeit Der grossen Heiligen Martyrin Anastasiae (1710), in dem er u. a. ausführlich das sogenannte Kochelsee-Wunder beschreibt, die Rettung des Klosters im Spanischen Erbfolgekrieg am 28. Januar 1704. Der freistehende Bibliotheksbau stammt aus den Jahren 1722–1725. Von 1751 bis 1753 wurde die Anastasiakapelle im Nordosten der Klosterkirche angebaut.

#### Reihe der Äbte und Pröpste des Klosters
Quellen: 
Trotz Unsicherheiten in Folge mangelnder Zeugnisse und Fakten kann eine Liste nach dem derzeit als wahrscheinlich geltenden Wissensstand generiert werden. Es sind lediglich Näherungswerte, eine Gewähr auf Richtigkeit der Reihenfolge und der Sedenzzeiten der Äbte kann nicht gegeben werden.
Äbte:
1. Lantfrid, 6. bis 8. Dekade 8. Jh.
2. Hringrim, 8. bis 9. Dekade 8. Jh.
3. Waldram I., 9. Dekade 8. Jh. bis 1. Dekade 9. Jh.?
4. Eliland I., 1. bis 3. Dekade 9. Jh.?
5. Zacco, 3. bis 6. Dekade 9. Jh.?
6. Erpfmann, 6. bis 9. Dekade 9. Jh.?
7. Urolf, 1. bis 2 Dekade 10. Jh.?
8. Snelpart, 2. bis 5. Dekade 10. Jh.?

Pröpste:
1. Wolfhod
2. Richolf
3. Reginbert I.
4. Rathold
5. Tagino
6. Albero
7. Reginbert II., bis 1031

Äbte:
1. Ellinger, 1031–1032
2. Gothelm, 1032–1062
3. Megingoz, 1062–1065
4. Ratmund, 1065–1090
5. Conrad I., 1090–1122
6. Norbert, 1123
7. Ulschalk, 1125
8. Engelschalk; † 1138
9. Walther; † 1168
10. Ortolf, 1168–1180
11. Wernher; † 1183
12. Albert I.; † 1203
13. Bernhard I.; † 1213
14. Heinrich I.; † 1227
15. Gebhard, 1227–1236
16. Bernhard II., 1236–1246
17. Heinrich II., 1246–1271
18. Ortolf II., Fürstabt 1271–1283, erhielt 1277 die Pontifikalien.
19. Heinrich III., Fürstabt 1283–1289
20. Otto, 1289–1318
21. Heinrich IV. von Türkenfeld, 1318–1348
22. Düring/During von Türkenfeld, 1348–1360
23. Albert II., 1360–1369
24. Heinrich V. von Wegmann, 1369–1377
25. Heinrich VI. von Pienzenau, 1377–1400
26. Ludwig I. Rieder, 1400–1409
27. Friedrich von Weiching, 1409–1422
28. Conrad/Konrad II. Vetter, 1422–1429
29. Gregor, 1429–1439
30. Thomas Schwalb, 1439–1440
31. Wilhelm von Diepolzkirchen, 1440–1483
32. Narziß/Narzissus Paumann, 1483–1504
33. Balthasar Werlin, 1504–1521
34. Matthias Reuchl/Reichel, 1521–1538
35. Kaspar Zwickl/Zwinck, 1538–1548
36. Ludwig II. Pertzl/Pörtzl, 1548–1570
37. Johann Chrysostomos Benedikt März von Spruner, 1570–1604
38. Johann II. Halbherr, 1597 Koadjutor, Abt 1604–1628
39. Waldram II. Weiß, 1628–1638
40. Philipp Feischl/Feischel, 1638–1661
41. Amand I. Thomamiller, 1661–1671
42. Plazidus/Placidus Mayr, 1671–1689
43. Eliland II. Oettl/Öttl, 1689–1707
44. Magnus Pachinger, 1707–1742
45. Leonhard Hochenauer, 1742–1758
46. Benno Voglsanger, 1758–1784
47. Amand II. Fritz/Friz, 1784–1796
48. Karl Klocker, 1796–1803

### Säkularisation 1803
Das Kloster wurde 1803 im Zuge der Säkularisation aufgelöst. In der Klosterbibliothek wurden dabei die Carmina Burana, eine Sammlung von Vagantenliedern aus dem 13. Jahrhundert, gefunden. Die Handschrift, auch Codex Buranus genannt, befindet sich heute in der Bayerischen Staatsbibliothek. Auch viele andere Handschriften und ein Teil der gedruckten Bücher wurden nach München ausgelagert.
Das Klostergericht wurde aufgehoben und sein Bezirk auf die Landgerichte Tölz und Weilheim verteilt.
Die ehemaligen Mönche gingen zum Teil als Universitätsprofessoren nach Salzburg (P. Ägidius Jais OSB als Pastoraltheologe), Landshut (P. Sebastian Mall OSB als Orientalist) und München (P. Florian Meilinger OSB als Mathematiker). Schloss Aspenstein in Kochel am See fiel in die Hände verschiedener privater Besitzer, u. a. des Reichsjugendführers der NSDAP, Baldur von Schirach. Seit 1968 befindet sich das Schloss im Besitz der Georg-von-Vollmar-Akademie, die in Kooperation mit der Friedrich-Ebert-Stiftung Seminare der politischen Bildung anbietet.
Die Klosterkirche wurde mit der Säkularisation Pfarrkirche der Pfarrei St. Benedikt Benediktbeuern.
Die ca. 700 Hektar landwirtschaftlichen Flächen wurden an über 150 Käufer, meist Bauern aus der Umgebung, verkauft.

### Zwischen Säkularisation und 1930

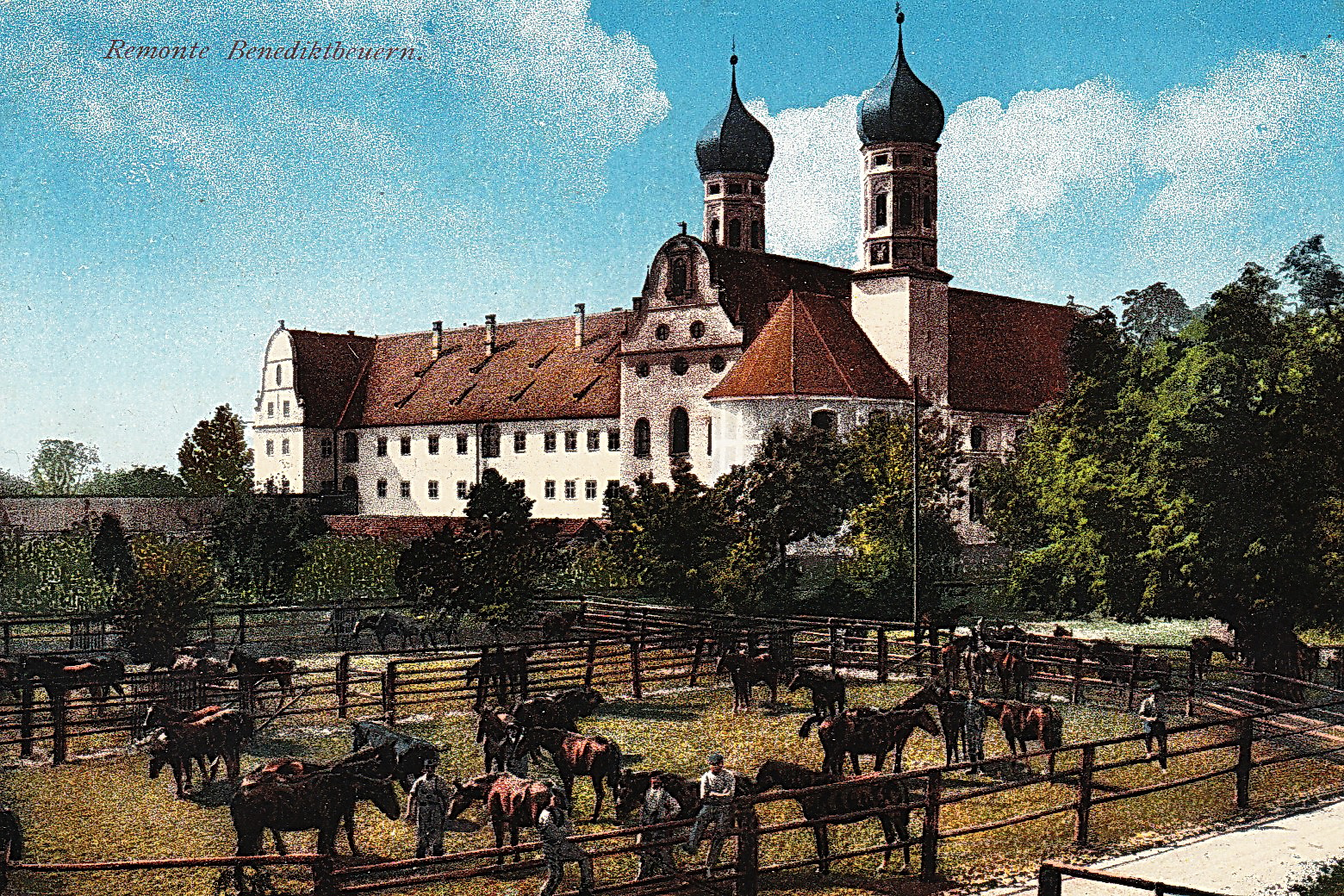
Kloster Benediktbeuern als Remonte-Depot

Die Kloster- und Ökonomiegebäude kaufte 1805 der Hofrat Josef von Utzschneider, der dort unter anderem eine Glashütte für Gebrauchsglas und eine für hochwertiges optisches Glas einrichtete, in der Joseph Fraunhofer von 1808 bis 1819 tätig war. Er konnte hier unter anderem das schlierenfreie bzw. wellenfreie Flintglas entwickeln und entdeckte die Fraunhoferschen Linien, die für die Entwicklung der Spektralanalyse bedeutsam geworden sind. 1818 übernahm der bayerische Staat das Kloster (bis auf die Fraunhofer-Glashütte) und nutzte es als militärischen Fohlenhof (Remonte-Depot) bis 1921, als Kaserne, Invalidenheim, Genesungskrankenheim für Soldaten, als Gefängnis und ab 1921 als landwirtschaftlichen Reichsbetrieb.
1925 wurde die ehemalige Klosterbrauerei geschlossen.

### Salesianische Geschichte
Seit 1930 nutzen die Salesianer Don Boscos die Gebäude wieder als Niederlassung einer Ordensgemeinschaft. Im Jahr 2022 umfasst die Gemeinschaft dort rund 35 Salesianer Don Boscos.
Direktor des Klosters ist P. Lothar Bily SDB; die Salesianer haben einen Direktor statt eines Abts. Stellvertreter ist P. Claudius Amann SDB.

#### Philosophie und Theologie
1931 gründeten die Salesianer in den Gebäuden eine „Theologische Studienanstalt“ für ihre Ordensmitglieder, aus der später die Philosophisch-Theologische Hochschule (PTH Benediktbeuern) hervorging. 1941 wurde im Kloster eine Zahlmeisterschule der Wehrmacht eingerichtet. Nach 1945 konnte sich die Ordensniederlassung neu entfalten. 1946 wurde ein Gymnasium für spätberufene Priesteramtskandidaten gegründet. Dieses bestand bis 1964, als es nach Buxheim bei Memmingen verlegt wurde. Durch die Affiliation der Philosophisch-Theologischen Hochschule 1970 zunächst an die Theologische Fakultät, dann 1976 auch an die Philosophische Fakultät der Universitas Pontificia Salesiana (UPS) in Rom, erwarb sich die Hochschule weitere Rechte. 1981 erfolgte die staatliche Anerkennung der PTH als nichtstaatliche wissenschaftliche Hochschule. 1990 wurde der PTH das staatliche Promotionsrecht im Bereich der Katholischen Theologie verliehen. Außerdem wurde in diesem Jahr das Institut für Salesianische Spiritualität errichtet. 1992 wurde sie durch die Congregatio de Institutione Catholica zur Theologischen Fakultät erhoben und erhielt dadurch auch das kirchliche Promotionsrecht. 2000 folgte das Habilitationsrecht. 2003 wurde aufgrund dieser Veränderungen auch ein neues Leitbild erstellt. 1998 wurde an der PTH die Clearingstelle Kirche & Umwelt errichtet, die bis 2007 bestand. Die PTH Benediktbeuern wurde zum Wintersemester 2013/14 geschlossen. Ab dem WS 2014/15 wurde der Studiengang Religionspädagogik der Katholischen Stiftungsfachhochschule München in den Räumen der ehemaligen PTH eingeführt.

#### Sozialpädagogik
1967 wurde ein Jugendleiterseminar eröffnet, das 1968 in die „Höhere Fachschule für Sozialpädagogik der Salesianer Don Boscos“ umgewandelt wurde. 1971 wurde die Höhere Fachschule für Sozialpädagogik in die Kirchliche Stiftung des öffentlichen Rechts „Katholische Bildungsstätten für Sozialpädagogik in Bayern“ als Abteilung Benediktbeuern der Katholischen Stiftungsfachhochschule München (KSFH) integriert. Am 1. Oktober 1990 wurde an der KSFH der Studienschwerpunkt „Umwelt- und Kulturpädagogik“ eingerichtet. 2017 wurde die Hochschule in Katholische Stiftungshochschule München (KSH) umbenannt.

#### Jugendpastoralinstitut
1978 kam es zur Gründung des Jugendpastoralinstituts Don Bosco Benediktbeuern als kooperierende Institution sowohl zur PTH als auch zur KSFH. Es dient der Fort- und Weiterbildung von Fachkräften aus Einrichtungen und Diensten der Kinder- und Jugendhilfe.

#### Jugendherberge, Aktionszentrum und Zentrum für Umwelt und Kultur
Sehr früh wurde im ehemaligen Kloster eine Jugendherberge untergebracht, die dem Deutschen Jugendherbergswerk angeschlossen ist. Sie ist spezialisiert auf Klassenfahrten, Jugendfreizeiten, Expeditionen, Exkursionen und Hüttentouren.
Für die praktische Jugendarbeit wurde Mitte der 1970er Jahre das sog. Aktionszentrum Benediktbeuern eröffnet, das sich vor allem auf Orientierungstage für Schulklassen und offene Veranstaltungen für Jugendliche und Junge Erwachsene spezialisiert hat. 14.000 Jugendliche nehmen jährlich an Orientierungstagen und offenen Veranstaltungen der Jugendbildungsstätte Aktionszentrum teil.
1988 wurde das Zentrum für Umwelt und Kultur Benediktbeuern (ZUK) errichtet. Es dient der Jugend- und Erwachsenenbildung zu diesen beiden Themen. Dazu gibt es ein Museum, Ausstellungen, Konzerte, Landschaftspflege, Biotope und Lehrpfade. Das ZUK erreicht mehr oder weniger intensiv rund 90.000 Besucher im Jahr.

#### Stiftungen
2001 kam es zur Gründung der Don-Bosco-Stiftung Benediktbeuern und der Don-Bosco-Hochschulstiftung, die die Arbeit der Salesianer in Benediktbeuern finanziell mit absichern helfen sollen. Beide Stiftungen sind Teil des Don-Bosco-Stiftungszentrums.

## Schadensereignisse durch Feuer und Naturkatastrophen

### Großbrände
Das Kloster erlebte mehrere Großbrände. Außer der Zerstörung durch den Ungarnsturm wurde die Klosterkirche 1248 durch einen Brand geschädigt und stürzte 1288 ein; 1490 wurde das zentrale Klostergebäude zerstört und es folgte ein spätgotischer Neubau. Den letzten Brand erlebte das Kloster 1979, als unter anderem der halbe Nordtrakt mit dem Fachhochschulgebäude in Flammen aufging.

### Unwetterereignis 2023
Am 26. August 2023 waren in Folge eines Unwetters mit Hagel und Starkregen alle Gebäude einschließlich Basilika und Anastasiakapelle der Anlage betroffen. So wurden fast alle Dächer zerstört, zahlreiche Fenster zerschlagen sowie Fassaden beschädigt. Folgeschäden bahnen sich durch Wassereintritt in Verbindung mit der Aufnahme dessen in die historische, hölzerne Bausubstanz an, sodass einige Teile als einsturzgefährdet gelten. In einer ersten Übersicht beziffert das Kloster den Gesamtschaden auf einen „hohen, zweistelligen Millionenbetrag“. Die Anlage wurde vollständig evakuiert und bis auf weiteres geschlossen.

## Museen, Sammlungen und Einrichtungen

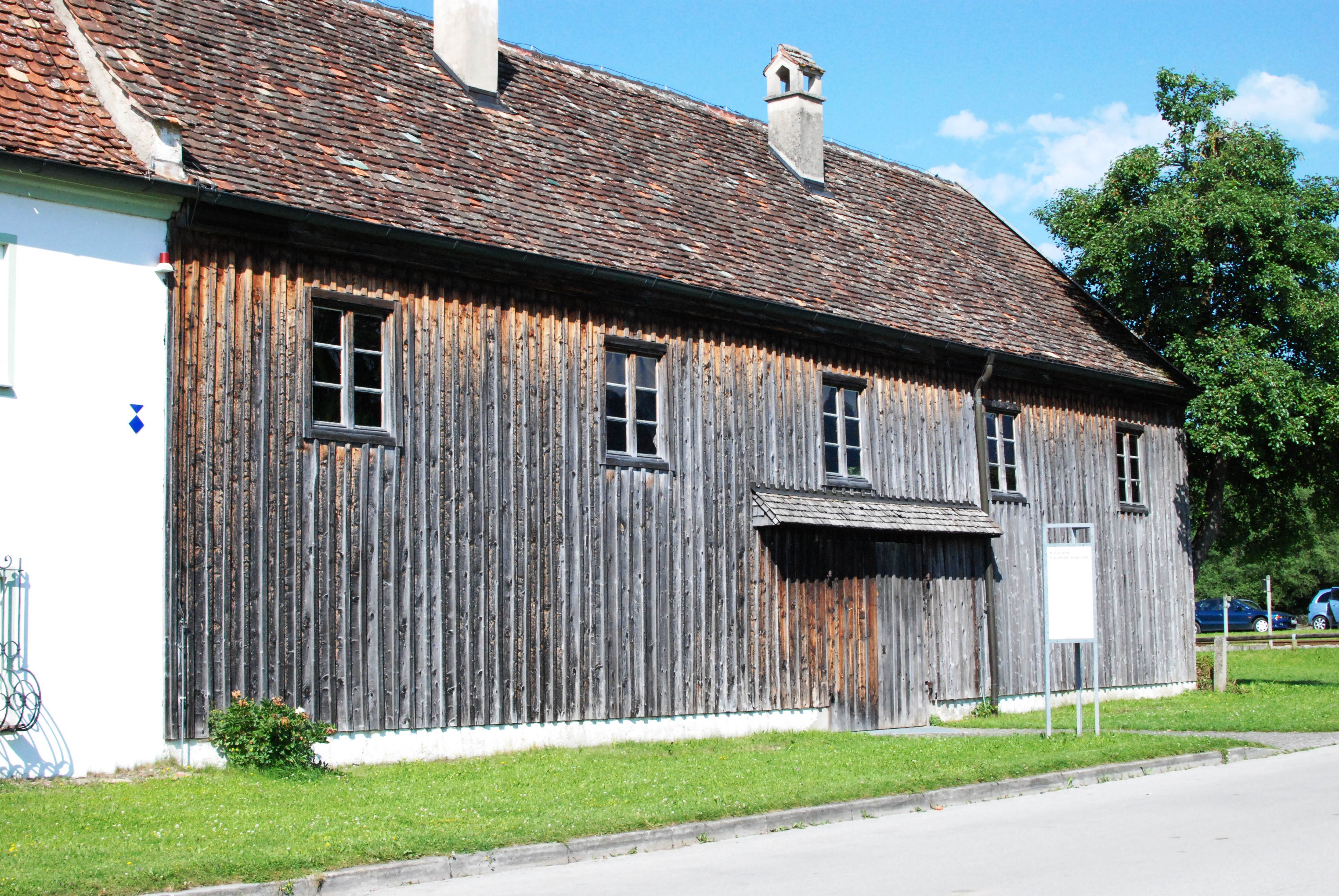
Fraunhofer-Glashütte

Im Kloster Benediktbeuern ist die historische Glashütte als Museum eingerichtet. In dieser forschte von 1807 bis 1819 Joseph von Fraunhofer am Glasschliff und der Herstellung von optischen Geräten. Besucher können seine Schmelzöfen, optische und andere Geräte besichtigen und die Technik des Glasmachens zur Zeit Fraunhofers kennenlernen.
Im Westflügel des Maierhofs ist außerdem seit 2004 das Heimatpflege-Informationszentrum des Bezirks Oberbayern angesiedelt, das auch das Zentrum für Trachtengewand beinhaltet. Letzteres baut eine Sammlung und Fachkompetenz in Sachen historischer Bekleidung auf.

### Fraunhofer-Gesellschaft
Die Fraunhofer-Gesellschaft betreibt im Kloster das Zentrum für energetische Altbausanierung und Denkmalpflege. Dort wird einerseits Forschung betrieben, wie Denkmalpflege und Altbausanierung unter dem Gesichtspunkt moderner Wärmedämmung optimiert werden können. Andererseits bietet das Zentrum Beratung zum Thema für individuelle Bauherrn, Handwerker und Denkmalpfleger.
Ab 2013 plante die Fraunhofer-Gesellschaft zudem den Bau eines Konferenzzentrums auf dem Klosterareal unter dem Namen Netzwertzentrum. Eine Bürgerinitiative versuchte die Umsetzung zu verhindern. 2018 nahm jedoch auch die Fraunhofer-Gesellschaft aus rechtlichen Gründen Abstand vom Projekt.